# うみたか型駆潜艇
うみたか型駆潜艇（うみたかがたくせんてい、英語: Umitaka-class submarine chaser）とは、海上自衛隊が運用していた甲型駆潜艇の艦級。1957年（昭和32年）、1961年（昭和36年）および1962年（昭和37年）度計画において4隻が建造された。

## 設計
本型では、先行する昭和29年度計画艇（かり型、かもめ型）の運用実績から、航行性能を向上させるとともに、設計を合理化した。なお基本設計については、29年度艇では船舶設計協会が行なっていたが、本型より防衛庁（当時）技術研究所に移管されており、計画番号はK103Bであった。
基本的には29年度計画をもとに大型化（基準排水量にしてかり型の1.4倍）した設計であり、船型は同じ平甲板型である。29年度艇では極端な薄板による精緻な設計が工数の増加を招いていたことから、艦首部は2.9〜3.2ミリ厚であったものが4.5〜6ミリに、また水線下も4.5ミリから8ミリに増厚したが、やはり全体に薄板構造であったことに変わりはなかった。また29年度艇では、風圧側面積減少を図るため艦橋と甲板室が分離されていたが、荒天時の艦内連絡の便が悪くなり、また艦内の充分なスペースが確保できない等の欠点があったことから、本型では前後の上部構造物が一体化されて荒天時にも容易に行き来できるようになった。戦闘区画や士官室などの一部に冷房が導入され、居住区も拡張（一人当たり面積にして10%増）して、居住性も向上している。ただしこれらのために重心が上昇して復原性の悪化を来たし、「うみたか」「おおたか」は約15トンの固定バラストを搭載した。また後続艇では上甲板板厚の変更（6ミリから5ミリへ）など、艤装も含めた再検討による重心降下策が順次に講じられた。
本型では艦橋にウィングを設けたほか、最終4番艇「くまたか」のみ、司令部設備を設けるため、上部構造物を後方に2.5メートル伸ばして司令部庶務室を設けている。また34年度艇以降では、工数低減と重量軽減のため、上部構造物の側壁にコルゲート・パネルが採用されている。
主機関としては、かもめ型とほぼ同構成の、比較的大重量の中速堅牢ディーゼル主機を採用しており、三井造船がデンマークのB&W社とのライセンス契約のもと製造した635VBU-45型2サイクル単動直列6気筒排気ターボ過給機付きトランク・ピストン型ディーゼルエンジンが搭載された。これは、前年度計画で建造された乙型警備船「いなづま」（28DE）の950VBU60型（出力6,000馬力）の半分の気筒出力をもつ姉妹機関として開発されたものであった。自己逆転機構を備えており、推進器に直結されている。使用燃料は普通のディーゼル機関用の1号A重油であった。

## 装備
ソナーとしては、29年度艇と同じく、25.5キロヘルツ級・走査式のSQS-11Aを40mm機銃の直下の船底に装備した。
これに対し、レーダーとしては、29年度艇ではアメリカ製でXバンドを用いるAN/SPS-5Bを備えていたのに対し、本型では国産でCバンドを用いるOPS-16とされた。また本型以降、電子戦支援のための電波探知装置（ESM）が搭載されており、1957年（昭和32年）度計画で建造された最初の2隻（「うみたか」「おおたか」）では上部構造物後端に直接、また1961年（昭和36年）および1962年（昭和37年）度計画で建造された2隻では支柱のうえに設置されている。
高角機銃システムは29年度艇と同様で、前甲板にMk.1 40mm連装機銃を備えた。これはMk.63 砲射撃指揮装置（GFCS）によって射撃指揮を受けており、方位盤は艦橋トップ、射撃レーダーは銃側装備とされていた。また、その後方の艦橋構造物直前にはヘッジホッグMk.10対潜迫撃砲を、艦尾に54式爆雷投下軌条（1条あて爆雷6個）が両舷に1基ずつ配置する点も同様である。ただし29年度艇では後甲板に配置されていた55式爆雷投射機（いわゆるY砲）にかわって、誘導装置を備えた対潜短魚雷が採用された。前期建造艇2隻では、483ミリ径のMk.32短魚雷を投射する短魚雷落射機が採用されたが、後期建造艇2隻（「わかたか」「くまたか」）では、アメリカ製で324ミリ口径のMk.32をライセンス生産した68式3連装短魚雷発射管に変更された。これは以後の海上自衛隊の警備艦艇で標準的な装備となったが、本型およびみずとり型駆潜艇が初装備艇となっている。

## 運用
前期建造艇は大湊地方隊第3駆潜隊、後期建造艇は佐世保地方隊第5駆潜隊に編入され、沿岸防備等に活動した。なお、第3、第5駆潜隊は1961年（昭和36年）10月1日付、隊番号改正により第5、第3駆潜隊にそれぞれ改称している。
その後、1980年（昭和55年）～1985年（昭和60年）に逐次特務艇に種別変更された。
| #             | 艦名     | 建造所              | 起工                        | 進水                         | 竣工                         | 種別変更                    | 除籍                        |
| ------------- | -------- | ------------------- | --------------------------- | ---------------------------- | ---------------------------- | --------------------------- | --------------------------- |
| PC-309 ASU-86 | うみたか | 川崎重工業 神戸工場 | 1959年 （昭和34年） 5月13日 | 1959年 （昭和34年） 7月25日  | 1959年 （昭和34年） 11月30日 | 1980年 （昭和55年） 3月17日 | 1984年 （昭和59年） 3月10日 |
| PC-310 ASU-88 | おおたか | 呉造船所            | 1959年 （昭和34年） 3月18日 | 1959年 （昭和34年） 9月3日   | 1960年 （昭和35年） 1月14日  | 1981年 （昭和56年） 3月27日 | 1985年 （昭和60年） 3月5日  |
| PC-317 ASU-64 | わかたか | 呉造船所            | 1962年 （昭和37年） 3月5日  | 1962年 （昭和37年） 11月13日 | 1963年 （昭和38年） 3月30日  | 1985年 （昭和60年） 3月27日 | 1988年 （昭和63年） 3月17日 |
| PC-318 ASU-65 | くまたか | 藤永田造船所        | 1963年 （昭和38年） 3月20日 | 1963年 （昭和38年） 10月20日 | 1964年 （昭和39年） 3月25日  | 1985年 （昭和60年） 3月27日 | 1989年 （平成元年） 3月24日 |

## 登場作品
小説
『遙かなる星』
「うみたか」「おおたか」が登場。第三次世界大戦の勃発直前、日本の領海内に展開したソヴィエト海軍のゴルフⅡ級弾道ミサイル潜水艦「ヴェルチンスキー」に威嚇攻撃を行おうとするが、直前にヴェルチンスキーの魚雷攻撃で「おおたか」が被雷。自衛行動のため「うみたか」がヘッジホッグ対潜迫撃砲を発射してヴェルチンスキーを損傷させる。その後、損傷したヴェルチンスキーは弾道ミサイルを発射しようとしたが、ミサイルの燃料である液体酸素の注入作業中に乗員のミスで液体酸素が引火・誘爆して爆沈。このとき発生した高波に呑まれて「おおたか」は沈没したが、乗組員らは行方不明者を除き「うみたか」に脱出した後だった。